# Asurbanipalova knjižnica
Asurbanipalova kraljeva knjižnica, imenovana po zadnjem velikem vladarju Asirskega cesarstva Asurbanipalu, je zbirla več kot 30.000 klinopisnih glinastih tablic in fragmentov iz 7. stoletja pr. n. št. Med njimi je tudi slavni Ep o Gilgamešu.
Asurbanipalova knjižnica je dala sodobnim zgodovinarjem mnogo podatkov o življenju na staroveškem Bližnjem vzhodu, zato jo nekateri avtorji imajo za "najdragocenejši vir zgodovinskega gradiva na svetu".
Knjižnico so odkrili na arheološkem najdišču Kouyunjik (staroveške Ninive, prestolnica Asirije) v severni Mezopotamiji v bližini sodobnega iraškega mesta Mosul.

## Odkritje
Odkritje knjižnice pripisujejo angleškemu arheologu in zgodovinarju Austenu Henryju Layardu, ki je večino najdenih tablic odnesel v Anglijo in so zdaj v Britanskem muzeju. Knjižnico so v resnici odkrili že leta 1849, ko so odkrili tako imenovano Jugozahodno krajevo palačo kralja Sanheriba (vladal 705–681 pr. n. št.).
Tri leta kasneje je Layardov pomočnik Hormuzd Rassam odkril podobno »knjižnico« v palači kralja Asurbanipala (vladal 668–627 pr. n. št.) na nasprotni strani griča. Odkritje na žalost ni bilo dokumentirano. Kmalu po tem, ko so tablice prispele v Evropo, so bile tablice iz obeh palač nepopravljivo pomešane s tablicami z drugih najdišč. Izvirno vsebino obeh glavnih »knjižnic« je zato skoraj nemogoče rekonstruirati.

## Vsebina
Asurbanipal, znan kot trmast vojaški poveljnik, je bil tudi priznan intelektualec, pismen in strasten zbiralec besedil in glinastih tablic. Obvladoval je tako akadski kot sumerski jezik. V vse pokrajine Novoasirskega cesarstva je poslal svoje pisarje, da so zanj zbirali starodavna besedila, in najel učenjake in pisarje, da so prepisovali besedila, predvsem iz babilonskih virov.
Svojo knjižnico je  dopolnjeval tudi z gradivom iz vojnega plena. Ker je bil znan po svoji krutosti, je gradivo iz Babilonije in sosednjih pokrajin pridobival tudi z grožnjami. Gonilna sila njegovega zbiranja je bilo morda njegovo zanimanje za vedeževalska besedila, ki bi bila ključna za ohranitev njegove oblasti.
V kraljevi knjižnici  je približno 30.000 tablic in plošč. Večina je zelo razdrobljena. Iz ohranjenosti drobcev je mogoče sklepati, da je bilo ob uničenju v knjižnici okoli 2.000 tablic in okoli 300 plošč. Na večini tablic (okoli 6.000) so besedila s področja zakonodaje, tuja korespondenca, poslovni in finančni dokumenti in deklaracije aristokratov. Preostala besedila vsebujejo prerokbe, omene, čarovne besede in hvalnice različnim bogovom, druga pa se ukvarjajo z medicino, astronomijo in književnostje. Samo deset besedil vsebuje literarna dela, na primer epske pesnitve in mite.
Babilonska besedila je mogoče razdeliti v dve skupini: literarne sestavke, kot so vedeževanja, verska, leksikalna, medicinska, matematična in zgodovinska besedila, pa tudi epe in mite na eni strani, in pravne dokumente na drugi. Skupina pravnih dokumentov zajema pisma, pogodbe in administrativna besedila in je sestavljena iz 1128 babilonskih tablic in fragmentov. Znotraj skupine literarnih sestavkov, med katere je bilo do zdaj razvrščenih 1331 tablic in fragmentov, je mogoče vedeževalna besedila nadalje razdeliti na 759 tako imenovanih knjižničnih besedil  ter 636 tako imenovanih arhivskih besedil, kot so poročila o omenih, prerokbah preročišč in podobno.
V knjižnici so odkrili tudi Ep o Gilgamešu, mojstrovino staroveškega babilonskega pesništva, mit o ustvarjenju sveta Enuma Eliš, mit Adapa in južni veter, ki govori o prvem človeku, in zgodba Revež iz Nipurja.
Druga skupina literarnih besedil so leksikalna besedila in seznami znakov. Dvajset fragmentov različnih tablic vsebuje arhaične kenoformne znake, razporejene po silabariju A, medtem ko je ena razporejena po silabariju B. Asurbanipalovi asirski pisarji so potrebovali sezname znakov, da so lahko prebrali stare zapise, ki so jih napisali večinoma babilonski pisarji. V Ninivah je bilo odkrito samo eno matematično besedilo.
Besedila so bila načelno pisana v akadskem klinopisu. Veliko tablic ni napisanih po tem načelu, zato je težko zanesljivo ugotoviti njihov izvor. Veliko besedil je napisanih tudi v novobabilonski in asirski pisavi.
Tablice so bile pogosto organizirane po obliki: štirikotne tablice so bile za finančne transakcije, okrogle pa za podatke o kmetijstvo. V tistem času so se razen glinenih uporabljale tudi lesene in voščene tablice. Tablice so bile glede na vsebino shranjene v različnih prostorih: vlada, zgodovina, pravo, astronomija, geografija itd. Vsebina se je lahko  prepoznala po barvnih oznakah ali kratkih opisih, včasih tudi po nekaj besedah, s katerimi se je besedilo začelo.
Ninive je leta 612 pr. n. št. uničila koalicijska vojska Babiloncev, Skitov in Medijcev. Domneva se, da so se med požigom knjižnice glinaste tablice delno zapekle in zato ohranile. Besedila na lesu, vosku in morda papirusu so seveda zgorela.
V katalogu Britanskega muzeja je evidentiranih 30.943 tablic iz Niniv, pripravlja pa se posodobljena izdaja kataloga.
- Tablica z delom Epa o Gilgamešu
- Amisadukova Venerina tablica z astrološkimi prerokbami
- Tablica soznačnic (K.4375)
- Desestrani Rasamov valj[17]
- Prizma kralja Sanheriba z zapisi o njegovih vojnih pohodih, ki so dosegli vrh z obleganjem Babilona[18]